# Lípa svobody (Záběhlice)
Lípa svobody v Záběhlicích v Praze byl strom, který do 80. let 20. století rostl na křižovatce ulic Záběhlická a U Záběhlického zámku. Roku 2018 jej nahradila nová lípa svobody zasazená poblíž zámku u splavu na potoce Botič. Po starší lípě je pojmenovaná zastávka MHD „U lípy“. 

## Historie
Lípa svobody byla vysazena na připomínku vzniku Československé republiky. Rostla uprostřed křižovatky na malé zatravněné trojúhelníkové ploše ohraničené plůtkem s kameny v rozích. Mezi lety 1975 - 1988 ji pokáceli údajně pro bezpečnost provozu.

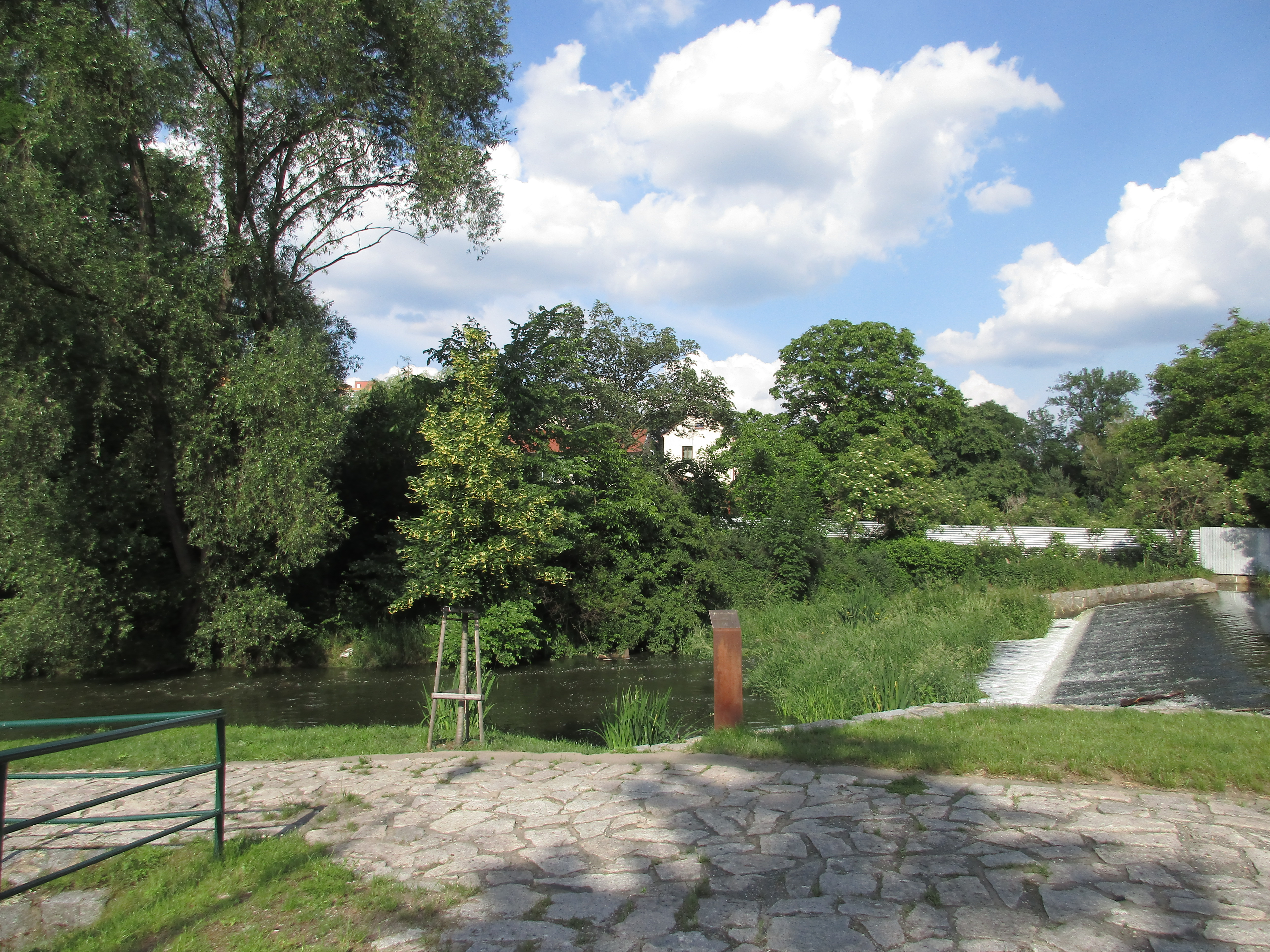
Lípa svobody (2018)

26. května 2018 zaniklou lípu nahradila nová lípa velkolistá vysazená u splavu na potoce Botič v ulici U Záběhlického zámku. Výsadby ke 100. výročí vzniku republiky se zúčastnili členové „Koalice občanů Prahy 10“ a 220 obyvatel Záběhlic. Na Den české státnosti 28. září bylo připraveno položení památné kamenné desky a uložení časosběrné schránky ke kořenům lípy.